# Makoto Matsuura
Makoto Matsuura (jap. 松浦麻琴 Matsuura Makoto; ur. 9 września 1986 w Japonii) – japońska siatkarka grająca jako rozgrywająca.
Obecnie występuje w drużynie NEC Red Rockets.